# Mazouco
Mazouco ist ein Ort und eine ehemalige Gemeinde (Freguesia) im portugiesischen Kreis Freixo de Espada à Cinta. Die Gemeinde hatte 169 Einwohner (Stand 30. Juni 2011).
Am 29. September 2013 wurden die Gemeinden Mazouco und Freixo de Espada à Cinta zur neuen Gemeinde União das Freguesias de Freixo de Espada à Cinta e Mazouco zusammengeschlossen.

## Mazouco-Pferd
Auf einem Schieferplateau zwischen dem Bach Albargueira und dem Douro und kamen einige Figuren aus der Altsteinzeit zum Vorschein, unter denen die Umrisse eines kleinen Pferdes deutlich hervorstechen. Es misst 62 Zentimeter und zeugt von der Kreativität desjenigen, der es – wahrscheinlich mit Granitsplittern, graviert hat. 

## Söhne und Töchter der Gemeinde
- Manuel Neto Quintas (* 1949), Bischof von Faro